# Gheorghe Albu
Gheorghe Albu (Arad, 1909. szeptember 12. – Fogaras, 1974. június 26.), román válogatott labdarúgó, edző.
A román válogatott tagjaként részt vett az 1934-es világbajnokságon.